# Čermná ve Slezsku

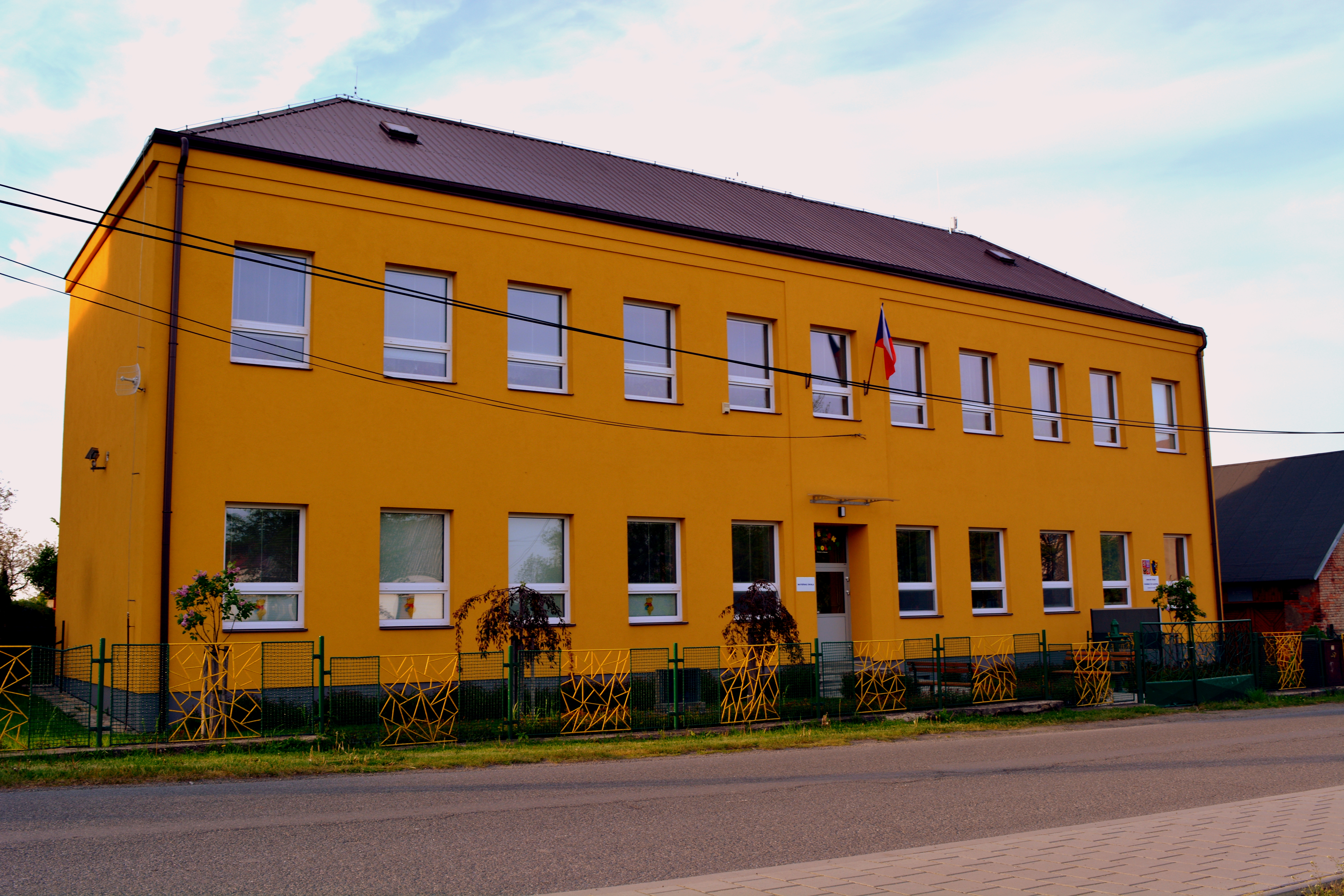
Gemeindeamt und Kindergarten

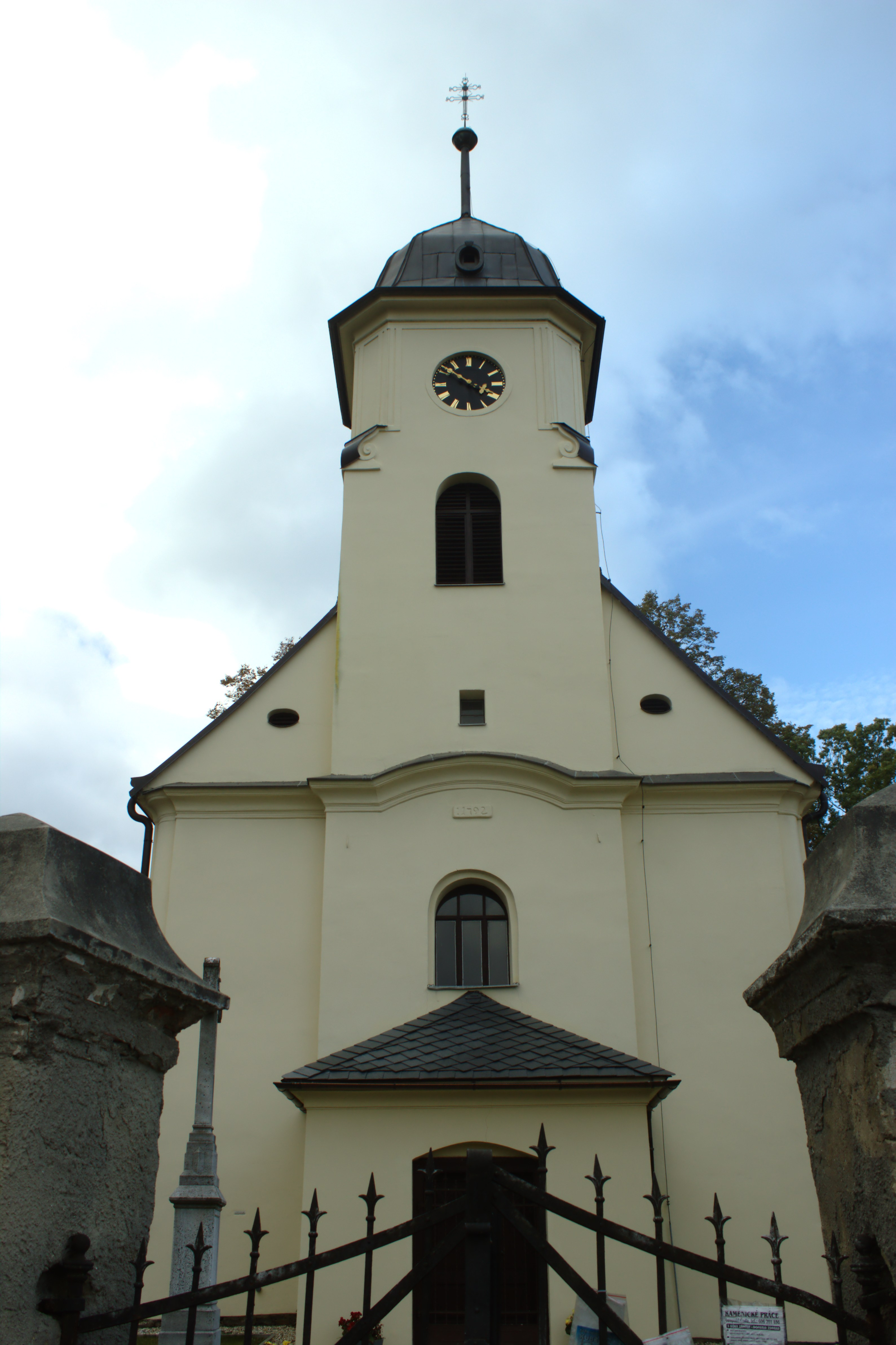
Kirche der hl. Margarethe

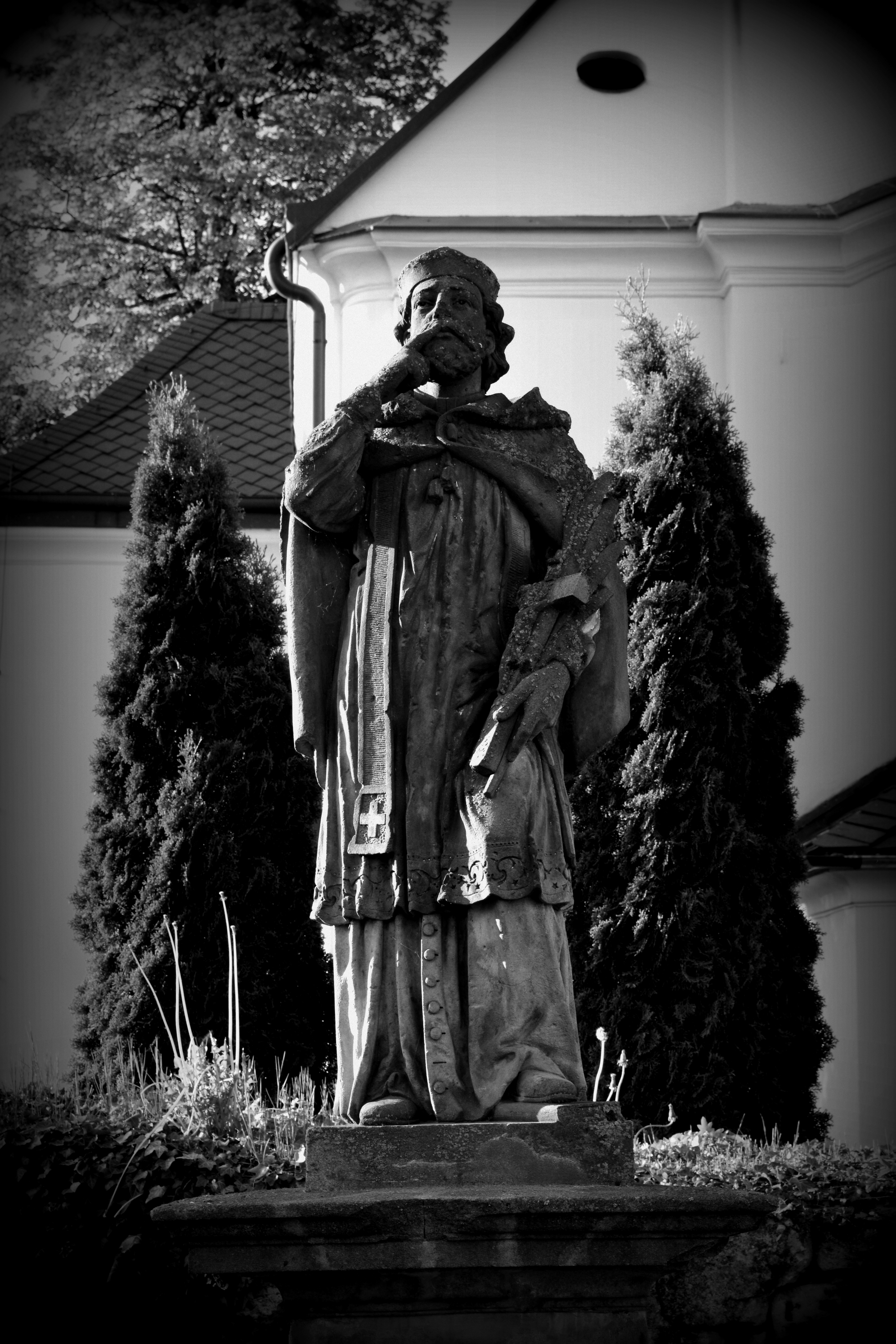
Statue des hl. Johannes von Nepomuk

Čermná ve Slezsku, bis 1991 Čermná (deutsch Tschirm) ist eine Gemeinde in Tschechien. Sie liegt dreieinhalb Kilometer westlich von Vítkov und gehört zum Okres Opava. 

## Geographie
Čermná ve Slezsku befindet sich auf einer Hochebene in der Vítkovská vrchovina (Wigstadtler Berge). Im Dorf entspringen die Bäche Čermná (Czerwenka) und Čermenský potok (Tschirmbach); letzterer mündet im südlichen Teil der Gemarkung am Čermenský Mlýn in die Budišovka (Dürre Bautsch). Im Süden erheben sich der Křížové pole (554 m n.m.) und die Horka (582 m n.m.), nordwestlich der U Trianglu (Milchberg, 571 m n.m.) und die Čermná (Tschirmberg, 554 m n.m.). Am nördlichen Ortsrand verlaufen die Staatsstraße II/442 zwischen Vítkov und Horní Benešov sowie die Bahnstrecke Suchdol nad Odrou–Budišov nad Budišovkou. 
Nachbarorte sind Staré Těchanovice und Nové Těchanovice im Norden, Lhotka und Podhradí im Nordosten, Horní Ves im Osten, Vítkov und Dolní Ves im Südosten, Klokočov und Hadinka im Süden, Čermenský Mlýn, die Wüstung Nové Oldřůvky und Staré Oldřůvky im Südwesten, Podlesí im Westen sowie Budišov nad Budišovkou und Svatoňovice im Nordwesten. 

## Geschichte
Čermná wurde wahrscheinlich im 14. Jahrhundert gegründet. Die erste urkundliche Erwähnung erfolgte 1377, als das Dorf im Zuge der Teilung des Herzogtums Troppau Teil der Herrschaft Wigstein wurde. Im 16. Jahrhundert wurde Čermná der Herrschaft Meltsch zugeschlagen. Im 18. Jahrhundert kam Čermná zur Herrschaft Wigstadtl. 
Im Jahre 1834 bestand Tschirm bzw. Czerma aus 63 Häusern, in denen 407 deutschsprachige Personen, darunter 39 Bauern, 22 Häusler und ein Erbrichter lebten. Die Dorfbewohner waren vom Robot befreit. Haupterwerbsquelle bildete der nur wenig ertragreiche Feldbau. Der Erbrichter besaß eine Branntweinbrennerei; das Brauurbar mit dem Bräuhaus gehörte der Wigstadtler Schankbürgerschaft. Im Ort gab es eine Filialkirche der hl. Margarethe und eine Schule. Gottesdienste fanden zu dieser Zeit in Tschirm mangels eines Pfarrers nur fünfmal jährlich statt. Pfarrort war Wigstadtel. Bis zur Mitte des 19. Jahrhunderts blieb Tschirm der Minderherrschaft Wigstadtel untertänig.
Nach der Aufhebung der Patrimonialherrschaften bildete Tschirm / Čermná ab 1849 eine Gemeinde im Gerichtsbezirk Wigstadtl. Ab 1869 gehörte Tschirm zum Bezirk Troppau. Zu dieser Zeit hatte das Dorf 504 Einwohner und bestand aus 66 Häusern. Mit der Inbetriebnahme der Lokalbahn Zauchtel–Bautsch erhielt Tschirm 1891 einen Eisenbahnanschluss. Im Jahre 1900 lebten in Tschirm 578 Personen, 1910 waren es 536. Beim Zensus von 1921 lebten in den 84 Häusern der Gemeinde 527 Deutsche. Im Jahre 1930 bestand Tschirm aus 89 Häusern und hatte 499 Einwohner; 1939 waren es 494. Nach dem Münchner Abkommen wurde die Gemeinde 1938 dem Deutschen Reich zugesprochen und gehörte bis 1945 zum Landkreis Troppau. Nach dem Ende des Zweiten Weltkrieges kam Čermná zur Tschechoslowakei zurück, die meisten der deutschsprachigen Bewohner wurden vertrieben. 1949 wurde Čermná dem neu gebildeten Okres Vítkov zugeordnet, der bei der Gebietsreform von 1960 wieder aufgehoben wurde. Im Jahre 1950 hatte das Dorf nur noch 276 Einwohner. Am 1. Juli 1975 erfolgte die Eingemeindung nach Vítkov. Seit dem 1. Januar 1992 bildet das Dorf – unter dem neuen Namen Čermná ve Slezsku – wieder eine eigene Gemeinde. Beim Zensus von 2001 lebten in den 74 Häusern der Gemeinde 311 Personen.

## Gemeindegliederung
Für die Gemeinde Čermná ve Slezsku sind keine Ortsteile ausgewiesen. Zu Čermná ve Slezsku gehört die Einschicht Čermenský Mlýn (Tschirmer Mühle).

## Sehenswürdigkeiten
- Kirche der hl. Margarethe, errichtet 1792. Sie wurde 1855 umgebaut.
- Statue des hl. Johannes von Nepomuk, geschaffen 1853
- Ehemalige Schieferbergwerke im Tal des Čermenský potok
- Břidlicová stezka (Schiefersteig), er führt über 31 Kilometer über das Gebiet von Budišov nad Budišovkou, Čemná ve Slezsku und Svatoňovice[6]